# Mostly Other People Do the Killing

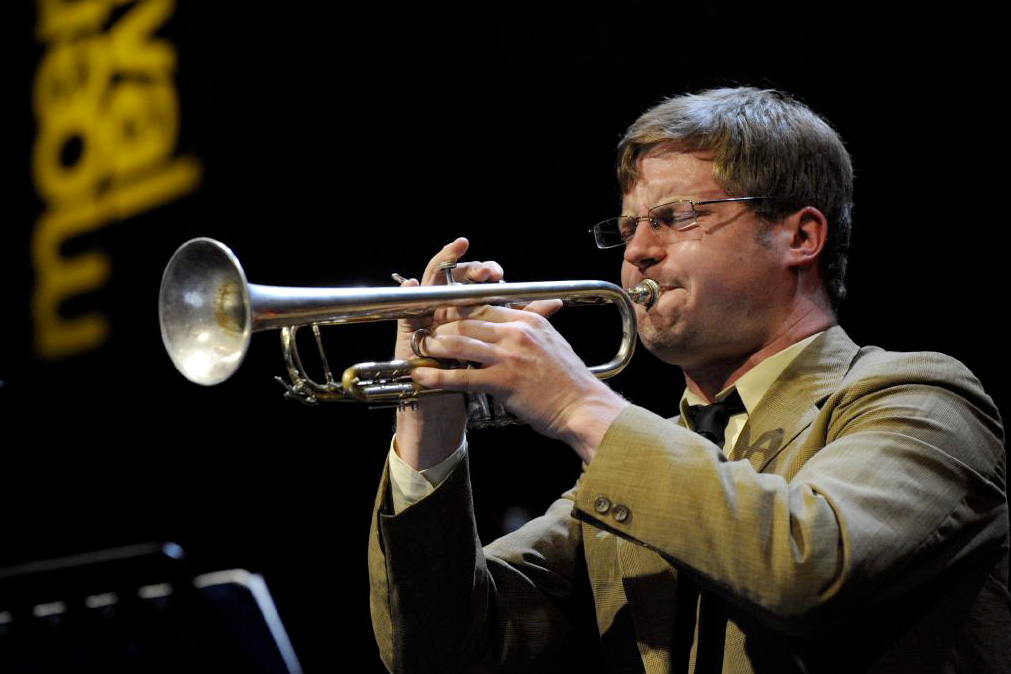
Peter Evans beim Moers Festival 2009

Mostly Other People Do the Killing ist eine US-amerikanische Jazzband, die zunächst als Quartett arbeitete. Der Bandname spielt auf den Physiker Lew Termen, den Erfinder des Theremins an, der in einem Interview äußerte, dass Stalin gar nicht so ein schlechter Kerl gewesen sei, weil ja meist andere Leute das Töten übernommen hätten.

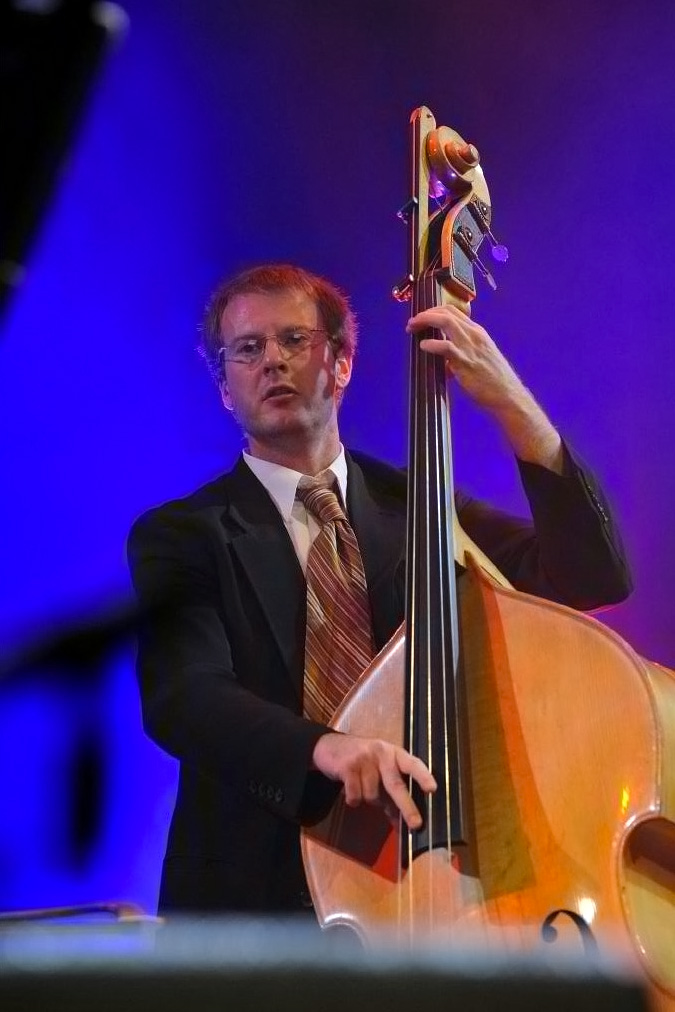
Moppa Elliott, Moers Festival 2009

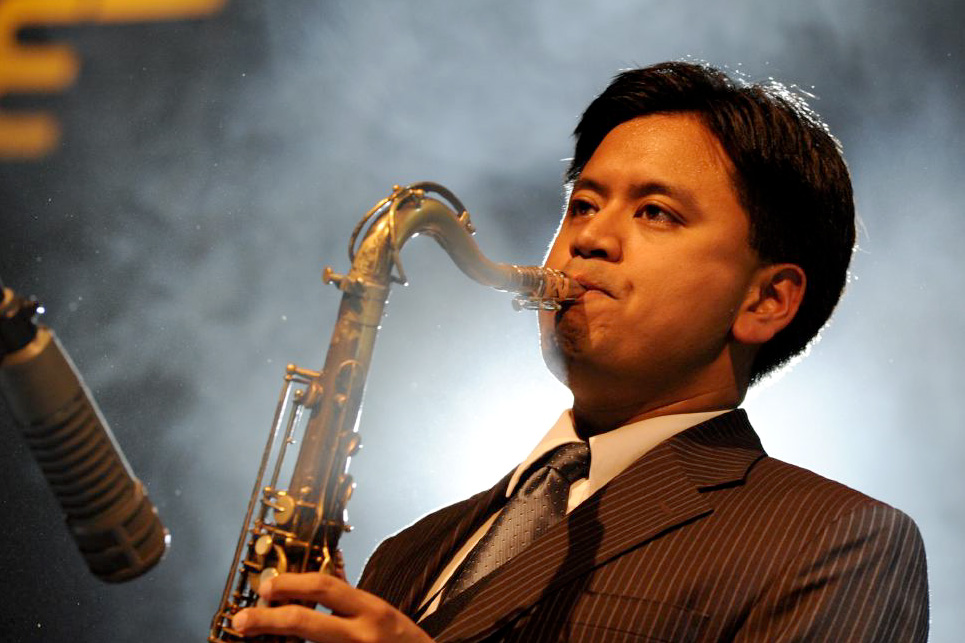
Jon Irabagon, Moers Festival 2009

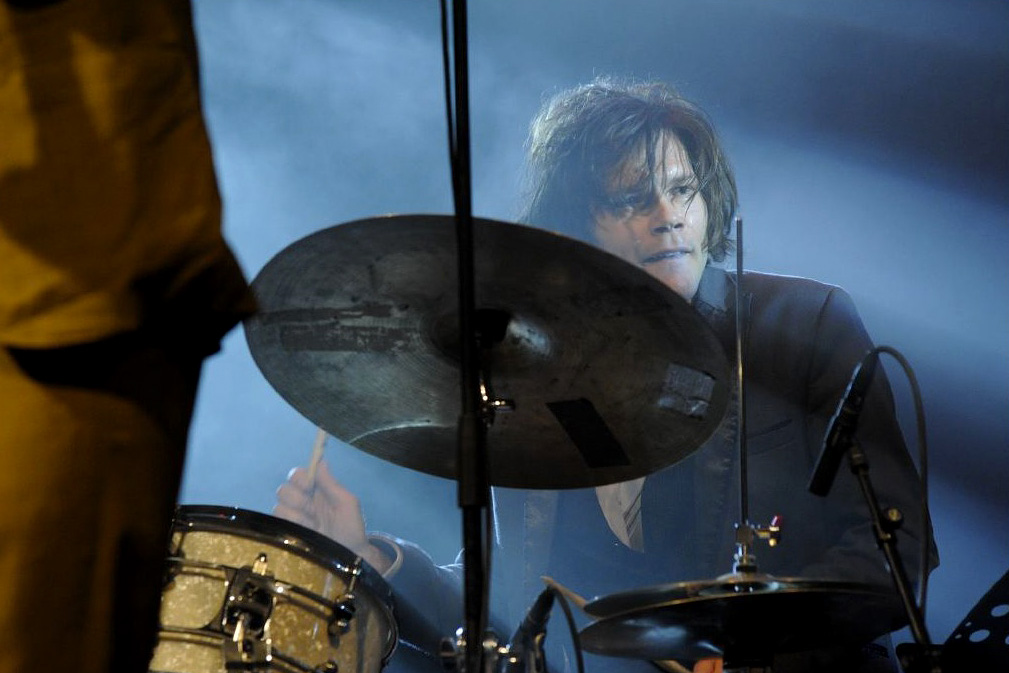
Kevin Shea, Moers Festival 2009

## Geschichte und Bedeutung
Die New Yorker Band Mostly Other People Do the Killing entstand im Jahr 2003, als der Bassist Moppa Elliott und der Trompeter Peter Evans, beide Ende der 1990er Jahre Studenten am Oberlin College, nach ihrem Wechsel nach New York auf den Saxophonisten Jon Irabagon und den Schlagzeuger Kevin Shea trafen. Die Formation führt Kompositionen von Elliott auf, alle nach Orten seines Heimatstaates Pennsylvania benannt. In längeren Suiten mischen sich die Original-Kompositionen und Jazzstandards mit theatralischen Einlagen, die mit ihren parodistischen Anleihen auf Willem Breuker und Lester Bowie verweisen. Entsprechend gilt das Quartett „als furioses musikalisches Himmelfahrtskommando“ (so Andreas Felber), „das die Jazzgeschichte von Count Basie bis Weather Report in funkensprühend trashiger Energie verwurstet und dabei keine Gefangenen macht.“
Auch Klassiker des Jazz interpretieren Mostly Other People Do the Killing neu. Die nach dem Debütalbum entstandenen Produktionen Shamokin!!! und This Is Our Moosic parodieren nicht nur mit ihrer Cover-Art klassische Jazzalben A Night in Tunisia (1960) von Art Blakey und This Is Our Music (1960) von Ornette Coleman; das Album Forty Fort greift das Layout des Impulse!-Albums Out of the Afternoon (1962) von Roy Haynes mit Rahsaan Roland Kirk auf, und das Live-Doppelalbum The Coimbra Concert nimmt mit dem Coverfoto Bezug auf Keith Jarretts Köln Concert.
Gründer Elliott betrachtet die Bezugnahme auf die musikalische Vergangenheit als „Transkription“ der Albumcover in Form einer Neuinterpretation „ikonischer Bilder“:

“It is interesting to think about what an ‘iconic image’ is, and our music lends itself to not the creation of iconic images, but the re-interpretation and re-creation of them.”

2009 gewann Mostly Other People Do the Killing den Kritikerpoll des Downbeat in der Kategorie Rising Star Ensemble.
Im Rahmen einer ersten Europatournee präsentierte sich das Quartett 2009 auf dem Moers Festival und dem Enjoy Jazz Festival. 2011 trat es beim Newport Jazz Festival auf. Im Oktober 2012 gastierte das Anzugträger-Quartett beim Jazzfestival Frankfurt.
Für das Album Red Hot wurde die Besetzung um den Bassposaunisten David Taylor, den Gitarristen und Banjospieler Brandon Seabrook und den Pianisten Ron Stabinsky erweitert. Das siebte Studioalbum der Band Blue ist eine notentextgetreue 1:1-Kopie (keine Neuinterpretation) des Miles Davis Klassikers Kind of Blue von 1959; Rod Stabinsky ergänzte die Band zum Quintett. Auf dem achten Studioalbum Mauch Chunk wurde Peter Evans durch den Pianisten Ron Stabinsky ersetzt. Nach dem Septett-Album Loafer’s Hollow (2017) präsentierte sich die Band auf den Alben Paint (2017) und Disasters Vol. 1 (2022) als Klaviertrio.

## Diskographie
- Mostly Other People Do the Killing (Hot Cup Records, 2004)
- Shamokin!!! (Hot Cup, 2006)
- This Is Our Moosic (Hot Cup, 2008)
- Forty Fort (Hot Cup, 2009)
- The Coimbra Concert (Clean Feed Records, 2011, live)
- Slippery Rock (Hot Cup Records 2012)[15]
- Red Hot (Hot Cup, 2013)
- Blue (Hot Cup, 2014)
- Hannover (Jazzwerkstatt, 2014, live)
- Mauch Chunk (Hot Cup, 2015)
- Live (For Tune 2016, rec. 2012)
- Loafer’s Hollow (Hot Cup, 2017)
- Paint (Hot Cup, 2017)
- Disasters Vol. 1 (2022)